# بیش‌انگشتی
بیش‌انگشتی، چندانگشتی یا پلی‌داکتیلی (به انگلیسی: Polydactyly) نوعی بیماری مادرزادی است که در آن فرد بیمار بیش از پنج انگشت در هر دست یا پا دارد. این بیماری از شایع‌ترین بیماری‌های مادرزادی است. به‌طور میانگین در هر ۵۰۰ نوزاد متولد شده٫ ۱ نوزاد مبتلا به پلی داکتیلی است. پلی داکتیلی به شکل‌های گوناگونی ظاهر می‌شود. ممکن است این بیماری با دیگر ناهنجاری‌های مادرزادی مانند بیماری‌های قلبی و خونی همراه باشد.

## شکل‌های پرانگشتی

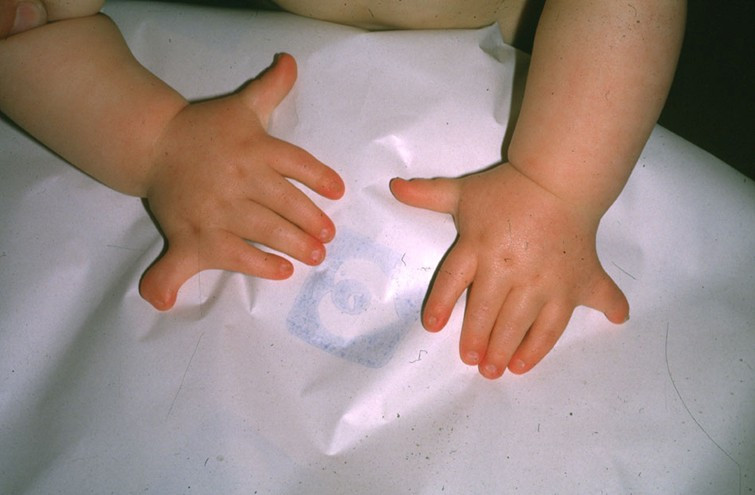
دستان نوزاد مبتلا بهپرانگشتی (انگشت اضافه در کنار انگشت کوچک قرار دارد)

- یک برجستگی کوچک انگشت مانند در کنار دست
- یک انگشت اضافه که در انتها پهن بوده و دو ناخن دارد
- یک انگشت اضافه که با پوستی نازک از کنار دست آویزان است
- یک دست با ظاهر معمولی با یک شست و پنج انگشت دیگر

انگشت اضافه در بیشتر موارد کنار انگشت کوچک دست رو به بیرون قرار دارد. در بعضی موارد انگشت اضافه در طرف انگشت شست است. به ندرت اتفاق می‌افتد که انگشت اضافه بین انگشتان میانی قرار داشته باشد.
انگشت اضافه به شکل‌های متفاوتی ظاهر می‌شود. این انگشت می‌تواند پوستی یا گوشتی باشد؛ و حتی یک یا چند بند استخوانی داشته باشد. در بعضی موارد استخوان‌های آن به استخوان‌های کف دست متصل است. گاهی انگشت در انتها دو شاخه می‌شود و دو انگشت به وجود می‌آورد.

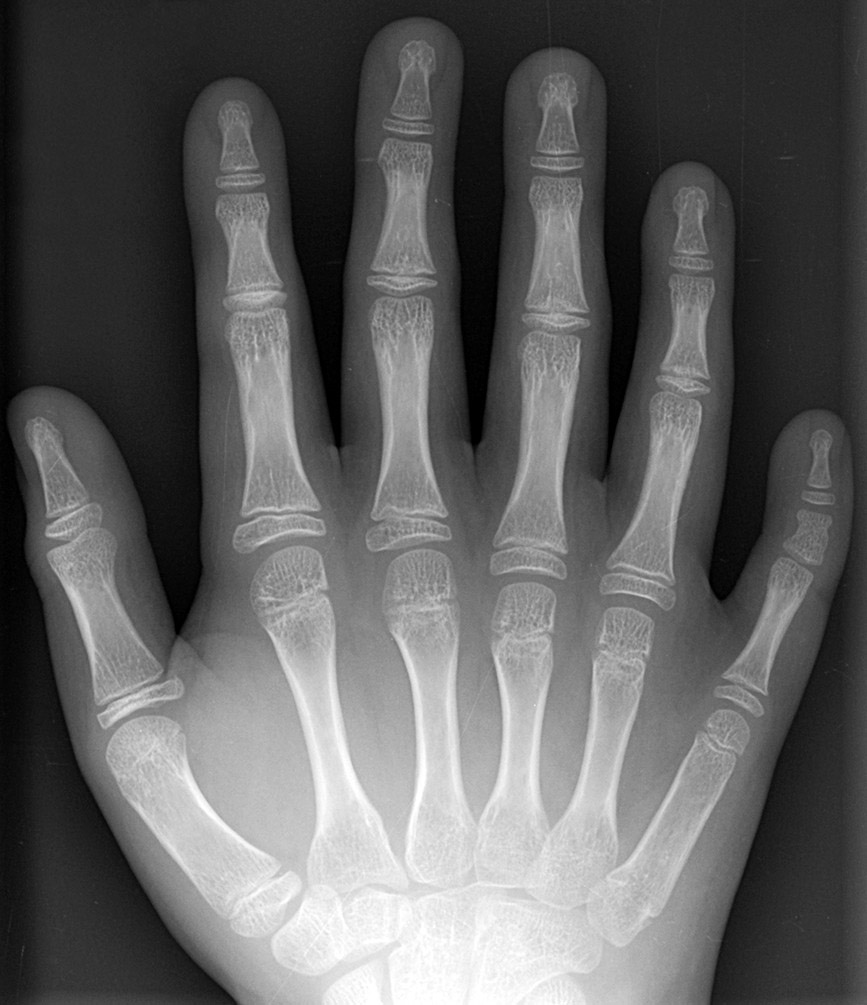
عکس تصویربرداری شده توسط پرتو ایکس از دست فرد مبتلا به پرانگشتی

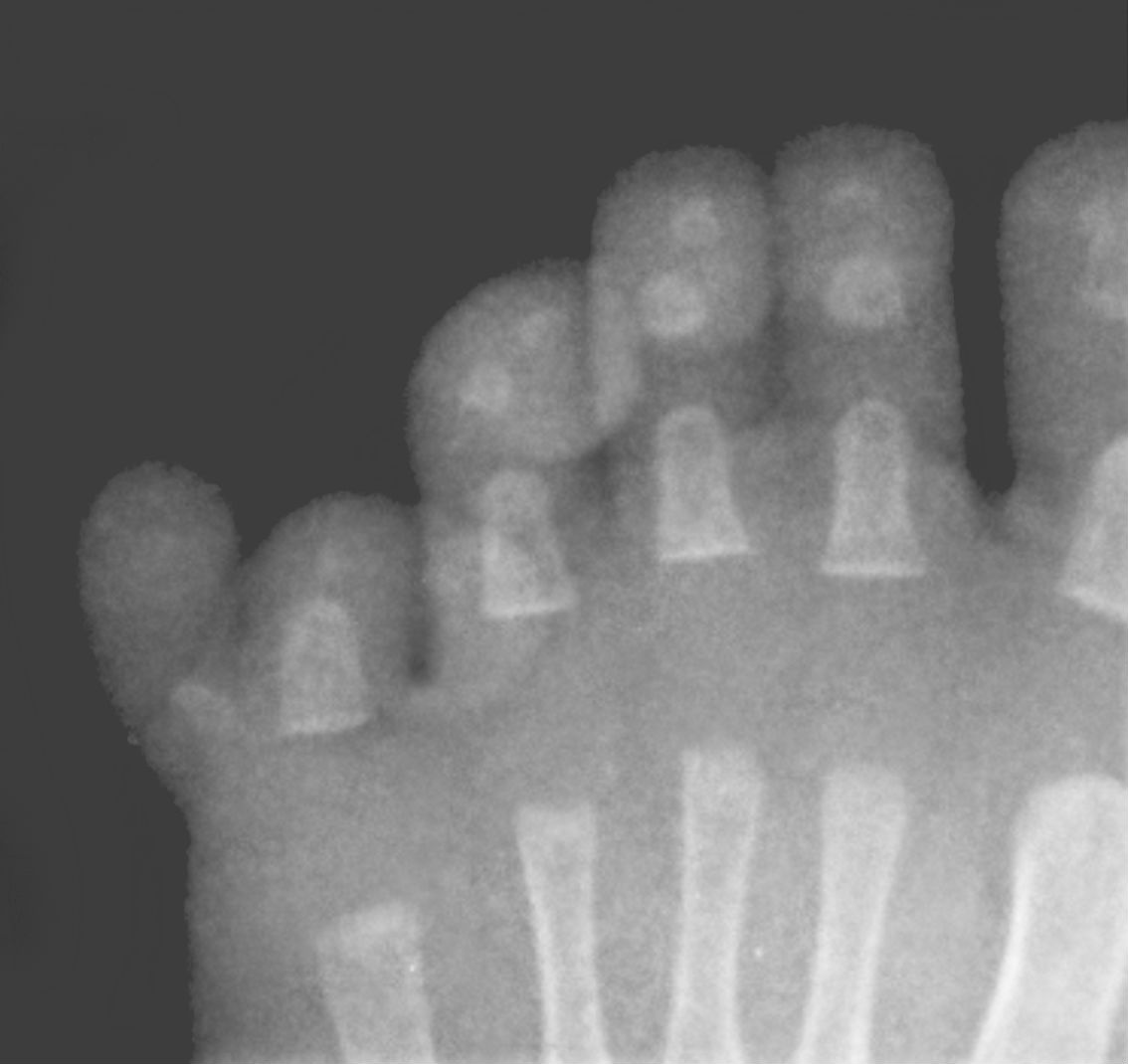
عکس تصویربرداری شده توسط پرتو ایکس از پای فرد مبتلا به پرانگشتی

## علت ایجاد پرانگشتی
پرانگشتی در بیشتر موارد بدون زمینه خانوادگی رخ می‌دهد اما گاهی ارثی است. در زمان جنینی دست‌ها و پاها به شکل یک پارو بوده و هنگام به وجود آمدن انگشتان، شکاف‌هایی در آن ایجاد می‌شود و انگشتان ساخته می‌شوند. گاهی شکاف‌ها به درستی ایجاد نمی‌شوند و نتیجه آن به هم چسبیدن انگشتان است که به آن سین داکتیلی می‌گویند. گاهی تعداد شکاف‌ها در هر دست یا در هر پا از چهار تا بیشتر می‌شوند و بیش از پنج انگشت تشکیل می‌شود. ممکن است پلی‌داکتیلی و سین‌داکتیلی باهم اتفاق می‌افتند. در مواردی با توارث ژنتیکی که به صورت اتوزوم غالب به ارث می‌رسند به علت گسترش توالی‌های سه‌نوکلئوتیدی در انتهای ژن‌های HOXA۱۳ و HOXD۱۳ به صورت کسب عملکرد با ایجا یک قطعه پلی‌آلانین می‌باشند.

## درمان
بهترین روش خارج کردن انگشت اضافه، عمل جراحی توسط پزشک است. در صورتی که انگشت اضافه میان دیگر انگشتان باشد، بهتر است عمل جراحی در سن شش ماهگی انجام شود. وقتی انگشت اضافه در کنار انگشت کوچک رو به بیرون قرار داشته باشد بهتر است عمل جراحی در سن یک‌سالگی انجام شود؛ و وقتی انگشت اضافه در طرف شست قرار داشته باشد، بهترین زمان برای عمل جراحی آن یک و نیم سالگی است. در هر صورت عمل جراحی باید پیش از پنج‌سالگی انجام شود. جدا کردن انگشت اضافه با بستن نخ ممکن است موجب خونریزی‌های شدید شود و باید از انجام آن خودداری کرد. پس از تولد نوزادان مبتلا به این بیماری به دلیل احتمال همراهی این بیماری با دیگر بیماری‌های مادرزادی، نوزاد باید توسط پزشک معاینه کلی شود.